# 15

15(십오)는 14보다 크고 16보다 작은 자연수다.

## 수학
- 합성수로, 그 약수는 1, 3, 5, 15다. 진약수의 합은 9이므로, 15는 부족수다.
  - 6번째 반소수이자, 제곱 인수가 없는 홀수 반소수 중 가장 작은 수다. 앞의 반소수는 14, 다음 반소수는 21이다.
- {\displaystyle 15=3+5+7}
  - 연속하는 세 소수(素數)의 합으로 나타낼 수 있는 두 번째 수다. 이 성질을 지닌 앞의 수는 10, 다음 수는 23이다.
- {\displaystyle 15=3\times 5=1\times 3\times 5}
  - 연속하는 두 홀수의 곱으로 나타낼 수 있으며, 이 성질을 지닌 앞의 수는 3, 다음 수는 35다.
  - 연속하는 두 소수(素數)의 곱으로 나타낼 수 있으며, 이 성질을 지닌 앞의 수는 6, 다음 수는 35다.
  - 연속하는 세 홀수의 곱으로 나타낼 수 있는 가장 작은 수이며, 이 성질을 지닌 다음 수는 105다.
- 4번째 벨 수다. 앞의 벨 수는 5, 다음은 52이다.
- 4번째 메르센 수로, 가장 작은 메르센 합성수이며, 2의 4제곱에서 1을 뺀 수다.
- 8번째 테트라나치 수다. 앞의 테트라나치 수는 8, 다음은 29다.
- 5번째 삼각수다. 앞의 삼각수는 10, 다음은 21이다.
- 2번째 십오각수다. 다음 십오각수는 42이다.
- 3번째 오포체수다. 앞의 오포체수는 5, 다음은 35다.
- 5번째 케이크 수다. 앞의 케이크 수는 8, 다음은 26이다.
- 200 이하의 13의 배수는 총 15개다.

## 과학
- 인(P)의 원자번호.
- NGC 15: 페가수스자리 방향에 있는 나선은하.

## 교통

### 철도
- 베이징 지하철 15호선
- 상하이 지하철 15호선
- 상파울루 지하철 15호선

### 도로
- 고속도로
  - 서해안고속도로의 노선번호.
  - 유럽 고속도로 15호선
  - 아시안 하이웨이 15호선
  - 주간고속도로 제15호선
  - 아우토반 15호선: 독일의 고속도로.
  - 아우토스트라다 A15
- 국도 제15호선
  - 대한민국 15번 국도: 전라남도 고흥군 봉래면 예내리 나로우주센터에서 전북특별자치도 남원시 주천면 송치리까지 이어지는 대한민국의 국도.
  - 일본 15번 국도: 도쿄도 주오구에서 가나가와현 요코하마시 가나가와구까지 이어지는 일본의 국도.
- 기타 도로
  - 현도 제15호선

## 군사
- U-15: 독일의 군용 잠수함. 제1차 세계 대전에 사용된 1911년제 모델(영어판)과 제2차 세계 대전에 사용된 1936년제 모델(영어판)이 있다.

## 나이 (만 15세)
- 15세는 논어 위정편 가운데 열다섯에 학문에 뜻을 구절을 하여 지우학이라고도 한다.
- 옛날 조선시대 때에는 이 나이에 남성이 댕기를 땋은 머리를 잘라 상투를 틀고, 여성이 댕기를 땋은 머리를 풀러 쪽을 찌고 비녀를 꽂았다.
- 대한민국의 영상물 등급인 ‘15세 이상 관람가’와 방송물 등급인 ‘15세 이상 시청가’의 기준이 되는 나이이다.

## 문화유산
- 대한민국의 국보 제15호: 안동 봉정사 극락전
- 대한민국의 보물 제15호: 보은 법주사 사천왕 석등
- 대한민국의 사적 제15호: 경주 흥륜사지

## 방송
- IPTV의 JTBC 채널 번호.
- 스카이라이프의 신세계쇼핑 채널 번호.
- B tv 케이블의 홈앤쇼핑 채널 번호.

## 시간
- 15시는 오후 3시이다.

## 스포츠
- 럭비에서 한 팀은 15명이다.
- 축구에서 연장전에 돌입할 경우 전, 후반 각각 15분씩 주어진다.
- 1938년 FIFA 월드컵 참가국은 15개국이다.
- 대한민국 V-리그에 한 팀의 등록 가능한 엔트리는 최대 15명이다.

## 작품
- 《15》: 로이스톤 탠 감독의 영화. 2003년 4월 27일 개봉.
- 《15》: 대니엘 브레골리의 믹스테이프. 2018년 9월 18일 출시.

## 기타
- 날짜: 1월 5일
- 연도: 15년, 기원전 15년
- 구 소비에트 연방의 구성 국가 수는 15개였다.
- 대한민국의 2종 일반주거지역 최대 층고는 15층이다.
- 바흐의 인벤션은 총 15개이다.
- 음력 15일에는 보름달이 뜬다.